# Юсупов, Артём Александрович
Артём Александрович Юсупов (род. 29 апреля 1997, Екатеринбург) — российский футболист, центральный нападающий.

## Биография
Начал заниматься футболом в семь лет в ДЮСШ «Урал», куда его привёл отец. Его первым тренером был Артур Фатыков. В детстве также занимался теннисом, но после полученного в восьмилетнем возрасте перелома руки полностью переключился на футбол. В феврале 2014 года получил от тренера Игоря Бахтина приглашение в молодёжную команду «Урала». В молодёжном первенстве России дебютировал 28 марта 2014 года в матче с «Анжи». В 2015 году главный тренер «Урала» Александр Тарханов впервые взял Юсупова на тренировку основного состава. В сезоне 2016/2017 Юсупов забил 11 голов в 26 матчах молодёжного первенства и был переведён в основной состав. В январе 2017 года побывал на просмотре в московском «Спартаке». 29 апреля 2017 года, в день своего 20-летия, Юсупов дебютировал в главной команде в гостевом матче чемпионата России против «Терека» (2:5), выйдя на замену на 68-й минуте.
В августе 2017 года «Урал» отдал Юсупова в аренду клубу ФНЛ «Тюмень» до конца сезона 2017/2018. 19 августа он дебютировал в ФНЛ, выйдя на замену в матче с «Крыльями Советов». 10 сентября в матче с «Шинником» записал на свой счёт гол и голевую передачу, этот гол стал для него первым на профессиональном уровне.
В 2019 году в составе студенческой сборной России принял участие во Всемирной Универсиаде в Неаполе, где его команда заняла четвёртое место, а сам игрок в трёх матчах забил один гол в ворота Аргентины.

## Статистика выступлений
| Выступление      | Выступление      | Выступление      | Лига | Лига | Кубок | Кубок | Еврокубки | Еврокубки | Итого | Итого |
| Клуб             | Лига             | Сезон            | Игры | Голы | Игры  | Голы  | Игры      | Голы      | Игры  | Голы  |
| ---------------- | ---------------- | ---------------- | ---- | ---- | ----- | ----- | --------- | --------- | ----- | ----- |
| Урал             | РФПЛ             | 2016/17          | 1    | 0    | 0     | 0     | —         | —         | 1     | 0     |
| Урал             | РФПЛ             | 2017/18          | 1    | 0    | 0     | 0     | —         | —         | 1     | 0     |
| Урал             | РФПЛ             | 2018/19          | 3    | 0    | 1     | 0     | —         | —         | 4     | 0     |
| Урал             | РФПЛ             | 2019/20          | 3    | 0    | 2     | 0     | —         | —         | 5     | 0     |
| Урал             | Итого            | Итого            | 8    | 0    | 3     | 0     | 0         | 0         | 11    | 0     |
| → Урал-2         | ПФЛ              | 2017/18          | 3    | 0    | —     | —     | —         | —         | 3     | 0     |
| → Урал-2         | ПФЛ              | 2018/19          | 6    | 3    | —     | —     | —         | —         | 6     | 3     |
| → Урал-2         | ПФЛ              | 2019/20          | 13   | 6    | —     | —     | —         | —         | 13    | 6     |
| → Урал-2         | Итого            | Итого            | 22   | 9    | 0     | 0     | 0         | 0         | 22    | 9     |
| → Тюмень         | ФНЛ              | 2017/18          | 29   | 6    | 2     | 0     | —         | —         | 31    | 6     |
| → Тюмень         | Итого            | Итого            | 29   | 6    | 2     | 0     | 0         | 0         | 31    | 6     |
| → Зенит-2        | ФНЛ              | 2018/19          | 5    | 1    | 0     | 0     | —         | —         | 5     | 1     |
| → Зенит-2        | Итого            | Итого            | 5    | 1    | 0     | 0     | 0         | 0         | 5     | 1     |
| → Оренбург       | ФНЛ              | 2020/21          | 10   | 2    | 2     | 1     | —         | —         | 12    | 3     |
| → Оренбург       | Итого            | Итого            | 10   | 2    | 2     | 1     | 0         | 0         | 12    | 3     |
| → Волгарь        | ФНЛ              | 2020/21          | 2    | 2    | 0     | 0     | —         | —         | 2     | 2     |
| → Волгарь        | Итого            | Итого            | 2    | 2    | 0     | 0     | 0         | 0         | 2     | 2     |
| Всего за карьеру | Всего за карьеру | Всего за карьеру | 76   | 20   | 7     | 1     | —         | —         | 83    | 21    |